# Sid Meier's Pirates!
Sid Meier's Pirates! (em inglês, Sid Meier´s Pirates! Live the life) é um jogo criado pelo famoso produtor de jogos Sid Meier, baseado na versão clássica de Pirates!.

## O jogo
O jogo é baseado na época da pirataria de barcos à vela no Caribe, nos anos de 1620 a 1680, em qual o seu personagem pode viver adotando a nacionalidade de britânicos , espanhóis, holandeses ou franceses.
No início do jogo seu personagem criança e órfão vê sua família sendo arrancada pelos vilões espanhóis Marquês Moltaban e Barão Raimundo, depois que se torna um adulto, resolve vingar sua família, se alistando na tripulação de alguma nação escolhida pelo jogador,começando assim a aventura pelos mares do caribe em busca de riquezas, títulos e vingança.

## Produção
No começo de 1986, Meier e um designer que também trabalhava na MicroProse, Arnold Hendrick, queriam criar um RPG de aventura, mas o parceiro comercial Bill Stealey estava cético a respeito da produção de simulações que não fossem de veículos.
A companhia planejou diversos elementos para o jogo, que acabaram sendo removidos antes do lançamento, incluindo múltiplos NPCs por cidade, navegação marítima mais detalhada, incluindo ações de esquadras, e um sub-roteiro envolvendo religião e nobreza. O sucesso de Pirates! resultou no lançamento do similar Sword of the Samurai.